# Golyóstoll

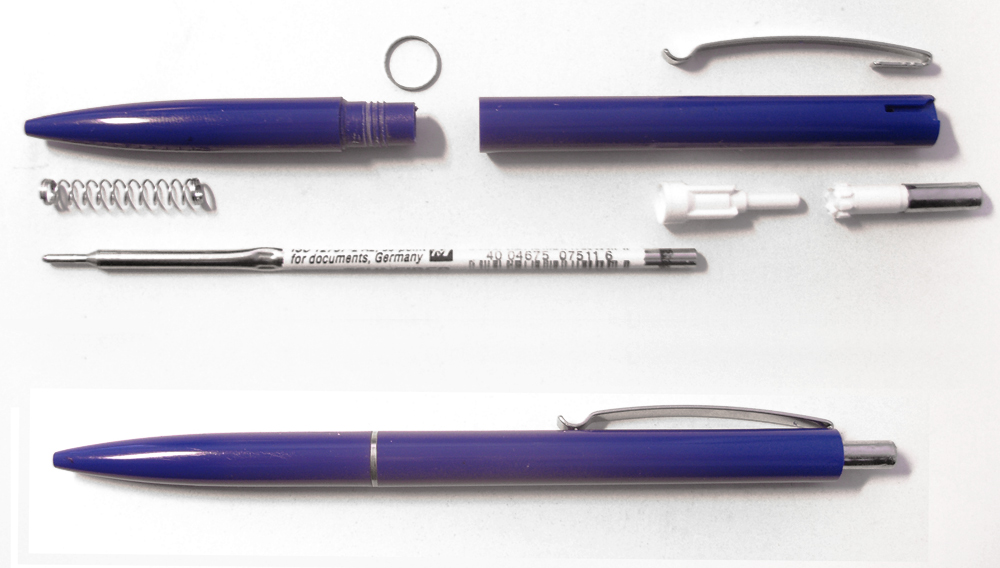
Golyóstoll és alkatrészei

A golyóstoll (idegen nyelveken gyakran biro néven ismert) a modern íróeszközök egyike. Egy viszkózus tintával töltött hengerforma tartályból és a tartály végét lezáró, általában sárgarézből, acélból vagy volfrám-karbidból készült, egy milliméter körüli átmérőjű gömbből áll. A toll hegyét a papíron végighúzva a forgó gömb kijuttatja a tintát, amely majdnem azonnal megszárad. Az olcsó, megbízható és karbantartást nem igénylő golyóstollak mára nagyrészt átvették a töltőtollak helyét a hétköznapi használatban.

## Története

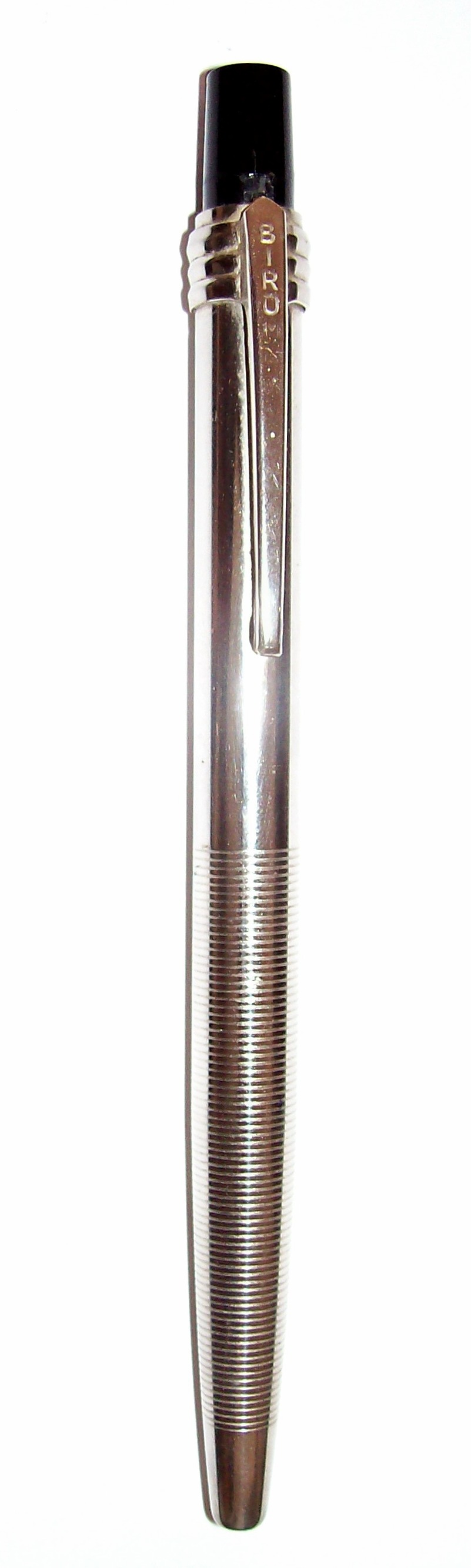
Egy eredeti „birome”, Bíró és Meyne által Argentínában gyártott golyóstoll

A gazdaságos és megbízható golyóstollak gyártását a hosszas kísérletezés mellett a modern kémia és a huszadik századi precíziós gyártás tette lehetővé. Számos szabadalom tanúskodik korábbi, sikertelen próbálkozásokról. Egyes feltételezések szerint már Galileo Galilei is tervezett egy golyóstollat a 17. században.
Az első golyóstollra vonatkozó szabadalmat 1888. október 30-án kapta meg John J. Loud (amerikai), egy Baum nevű német feltaláló újabb golyóstollat szabadalmaztatott 1910-ben, majd Van Vechten Riesburg egy másikat 1916-ban. Az első, sorozatban gyártott golyóstollat Glo Lien Lorenz szabadalmaztatta „Mungo” néven 1924-ben, egy másikat Wenczel Clime 1938-ban Csehországban. Ezek a tollak azonban nem voltak képesek egyenletesen adagolni a tintát: hol elapadtak, hol megfolytak. Emellett a tinta a gravitáció hatására folyt ki, így folyamatosan függőlegesen kellett tartani a tollat. Számos további feltaláló próbálta kiküszöbölni ezeket a hibákat, de egyikük sem járt sikerrel.
Az áttörést három fejlesztés tette lehetővé: a golyófészek állandó tintaellátását biztosító tintajáratok, a hajszálcsövesség elvén működő kapillárisrendszer és a festékpaszta. Az elsőt egy magyar feltalálótárs, Goy Andor valósította meg a nemzetközi gyártásra szánt mintadarabján 1938-ban. A másodikat, amely függetlenítette a tollat a gravitációtól, szintén Goy Andor ötlete alapján tervezte Kovács Sándor mérnök, az Elveco nevű párizsi cég tulajdonosa. A harmadik Bíró László József újságíró találmánya, aki a nyomdatechnikában használthoz hasonló, viszkózusabb tintát akart használni, hogy a toll ne kenje össze a papírt; a töltőtollból azonban ez a ragadósabb anyag nem folyt ki, így Bíró egy golyós végű toll tervezésébe kezdett. Kémikus fivére, Bíró György és barátja, Gellért Imre segítségével alkotta meg az első prototípust, amiben a tintát még egy rugós szerkezet nyomta ki; a készüléket 1938. április 25-én szabadalmaztatta Magyarországon, majd fél év múlva egy újabb változatát. A gyártói és forgalmazói jogok a fejlesztés közös céljára létrejött szerződés alapján Európa több országára a Goy és Kovalovszky céget illették meg, a második világháború után ők kezdték meg a magyar golyóstollak gyártását GOPEN néven, és ők vezették be az európai kontinensen először a nyomógombos kapcsolószerkezetű, kiugró hegyű tollakat.
Bíró a magyarországi zsidótörvények miatt, 1938 végén Párizsba menekült, ahol az Elvecóval dolgozott együtt, majd testvérével és egy barátjukkal, Meyne János Györggyel Argentínába emigrált, ahol a tintával végzett további kísérletek után 1943. június 10-én megkapta tollára a szabadalmat, megalakította a Bíró Pens of Argentina céget, és megkezdte a toll sorozatgyártását 1942-től Eterpen, 1943-tól Stratopen majd később, 1944-től Birome (Bíró és Meyne) néven. (A golyóstoll számos országban ma is az ő nevét viseli: spanyolul birome, franciául biron, angolul néha biro-pennek hívják). Hamarosan felismerte, hogy a golyó formájának precizitása nagyban befolyásolja a toll minőségét, ezért szigorú ellenőrzést vezetett be.
A Bíró-féle golyóstoll gyorsan elterjedt; az U.S.A. hadserege 20000 darabot rendelt a Stratopen tollból, Angliában a RAF a BIRO Miles Martin Pen Co. változatot használta a nagy magasságban nehezen használható töltőtollak helyett. Az Egyesült Államokban később az Eversharp és az Eberhard-Faber cégek vették meg a licencet, de az erre a célra létrehozott Reynolds International Pen Company még előttük, 1945 végén elkezdte az engedély nélküli másolatok árusítását eleinte csak Reynolds néven, majd 1946-ban Reynolds 400 és Reynolds Rocket típusnevek alatt. Az első golyóstoll 1945. október 29-én került piacra New Yorkban, 12 és fél dolláros áron (mai értékre átszámítva körülbelül húszezer forint). Franciaországban BIC néven (egyes vélemények szerint a Biro Crayon rövidítése, mások szerint Marcel Bich nevének nemzetközileg elfogadható rövidítése a márkanév) árusította az erre a célra létrehozott Société Bic; ma Bic Cristal néven forgalmazzák, és a világ legnagyobb számban eladott golyóstolla.
Magyarországon is elterjedt a golyóstoll az 1960-as évektől. Lubowski Frigyes és Lubowski Frigyesné (Deutsch Marianne) kidolgozták azt a technológiát, amellyel a kiürült golyóstoll-betéteket újra lehetett tölteni. Kezdetben az üres rézcső végébe helyezett vékony, hosszú tűvel kinyomták a golyót a fészkéből, és egy speciális töltő-készülékkel a golyó helyén keresztül visszafelé töltötték fel „Nyugat”-Németországból beszerzett speciális festékkel, mindenféle színben. A megfelelő szintet egy - a rézcső végébe helyezett – tüskével (mint egy szeg) lehetett figyelni: amikor a szintet elérte, a tüske megemelkedett. A kinyomott, kopott golyót szintén „nyugatról” beszerzett új golyóval pótolták, és annak rögzítését zömítéssel (kalapács) oldották meg. Később, amikor már lehetett golyóstollhoz komplett hegyeket is beszerezni, a felújítást ezek cseréjével végezték. Amikor elterjedt a „Parker” toll és betét, és ezek újratöltése a tartály mérete miatt már sokkal körülményesebb lett, kifejlesztették a műanyagtartályos golyóstoll betéteket „ZENITH” néven. Üzletük Budapest V. kerületében, az egykori „bazársor”-on volt.

## Leírás

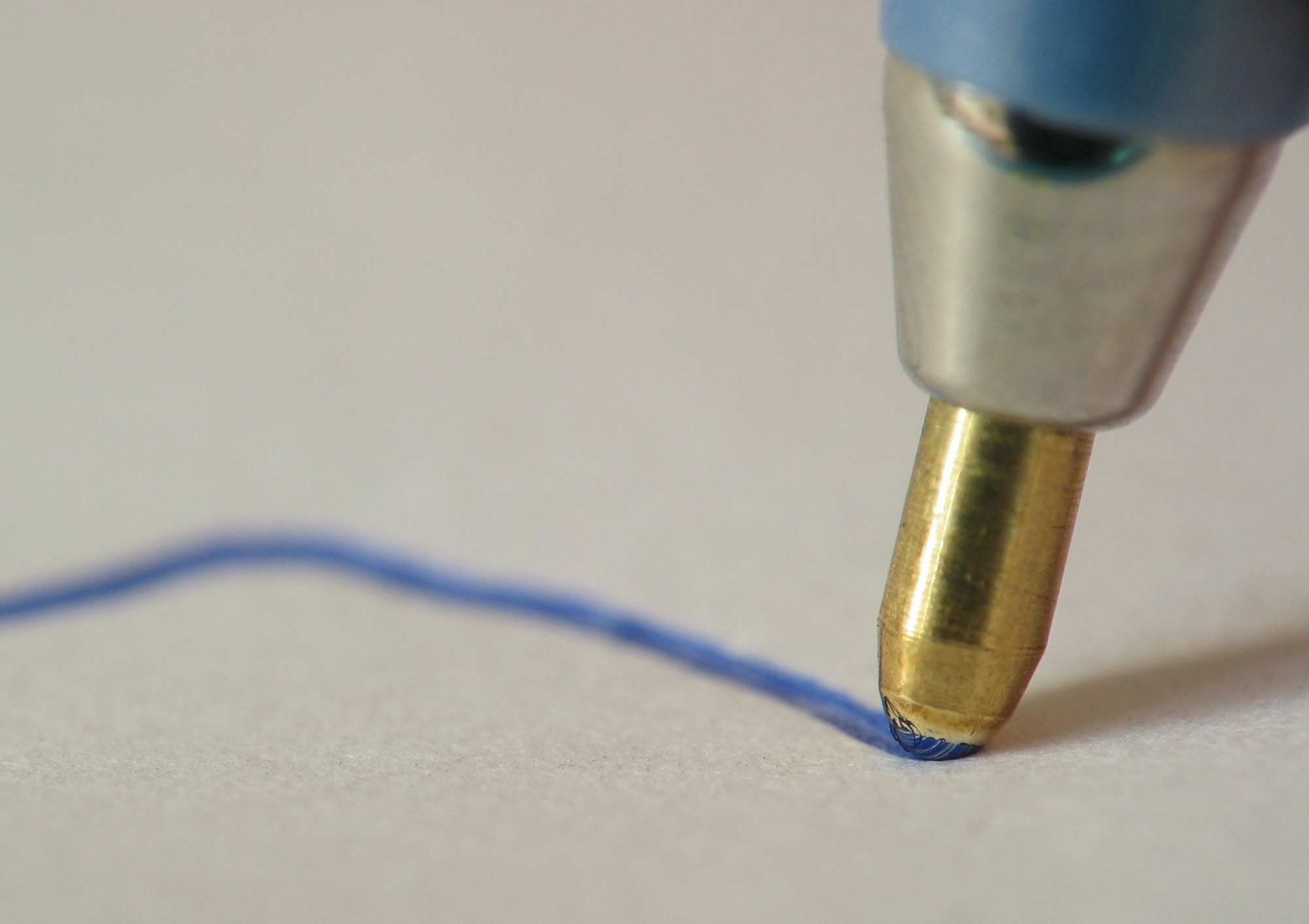
Egy golyóstoll tintacsíkot húz a papíron

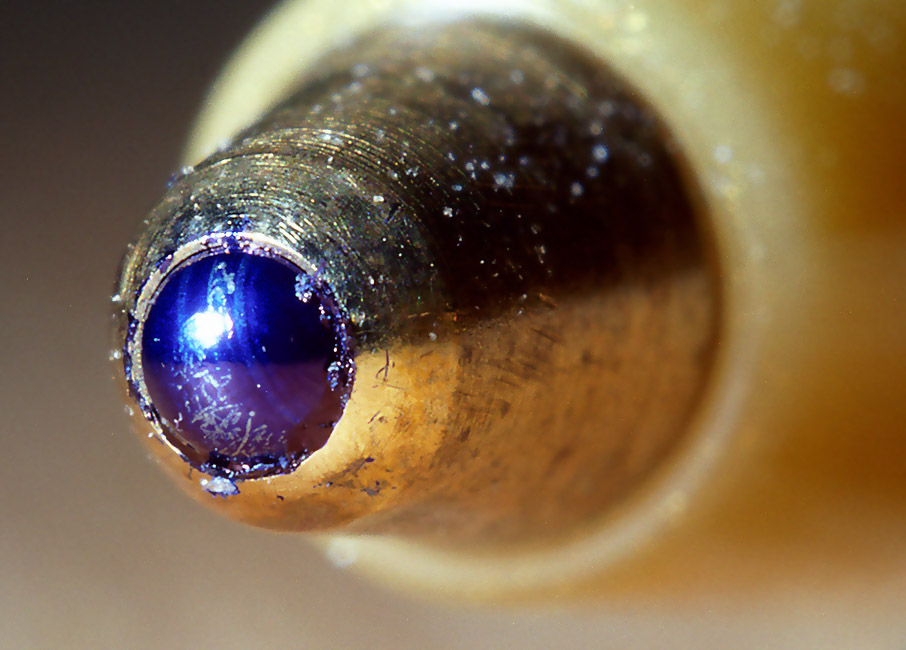
Golyóstoll hegye felnagyítva

A golyóstollaknak két típusa van: az eldobható és a cserélhető betétes. Az eldobható tollak nagyrészt műanyagból készülnek, és a tinta elfogyása után az egész tollat eldobják; az újratölthető tollak általában fémből készülnek, drágábbak és jobb minőségűek, és a golyóban végződő tintatartály külön, külső burkolat nélkül is kapható. (Újratölthető golyóstollak nincsenek, mert a viszkózus tintának a tartályba juttatását speciális, nagysebességű centrifugálással végzik). A golyóstollak legtöbbjében a hegy egy rugós mechanizmussal a toll végén levő gomb segítségével visszahúzható. Az eldobható golyóstoll hegye általában nem húzható vissza, hogy ezzel is olcsóbb legyen, ennek is kupakot húznak a végére, ezzel zárható le.
A golyóstollhoz hasonló elven működik a töltőtolltintát használó rollertoll, a golyós filc és a túlnyomásos gázzal adagolt extra viszkózus tintát használó űrtoll, amivel akár víz alatt vagy fejjel lefelé is lehet írni. (A neve arra utal, hogy súlytalanságban is működik; valójában azonban a hagyományos golyóstoll is működik súlytalanságban).

## Szabványok
A Nemzetközi Szabványügyi Szervezet (International Organization for Standardization) számos golyóstoll- és rollertoll-szabványt alkotott:
ISO 127561998: Drawing and writing instruments—Ball point pens and roller ball pens—Vocabulary
ISO 12757-11998: Ball point pens and refills—Part 1: General use
ISO 12757-21998: Ball point pens and refills—Part 2: Documentary use (DOC)
ISO 14145-11998: Roller ball pens and refills—Part 1: General use
ISO 14145-21998: Roller ball pens and refills—Part 2: Documentary use (DOC)

## Golyóstollak a mindennapokban

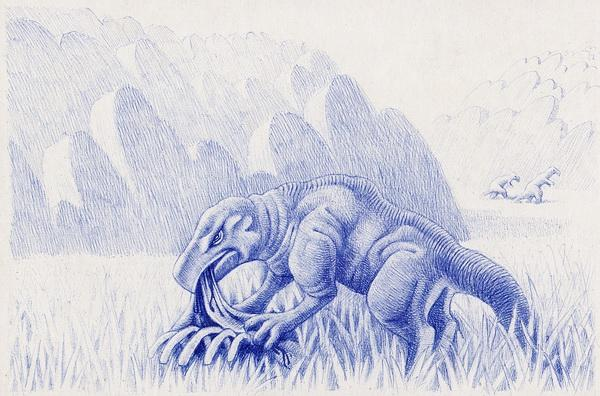
Golyóstollal készült rajz

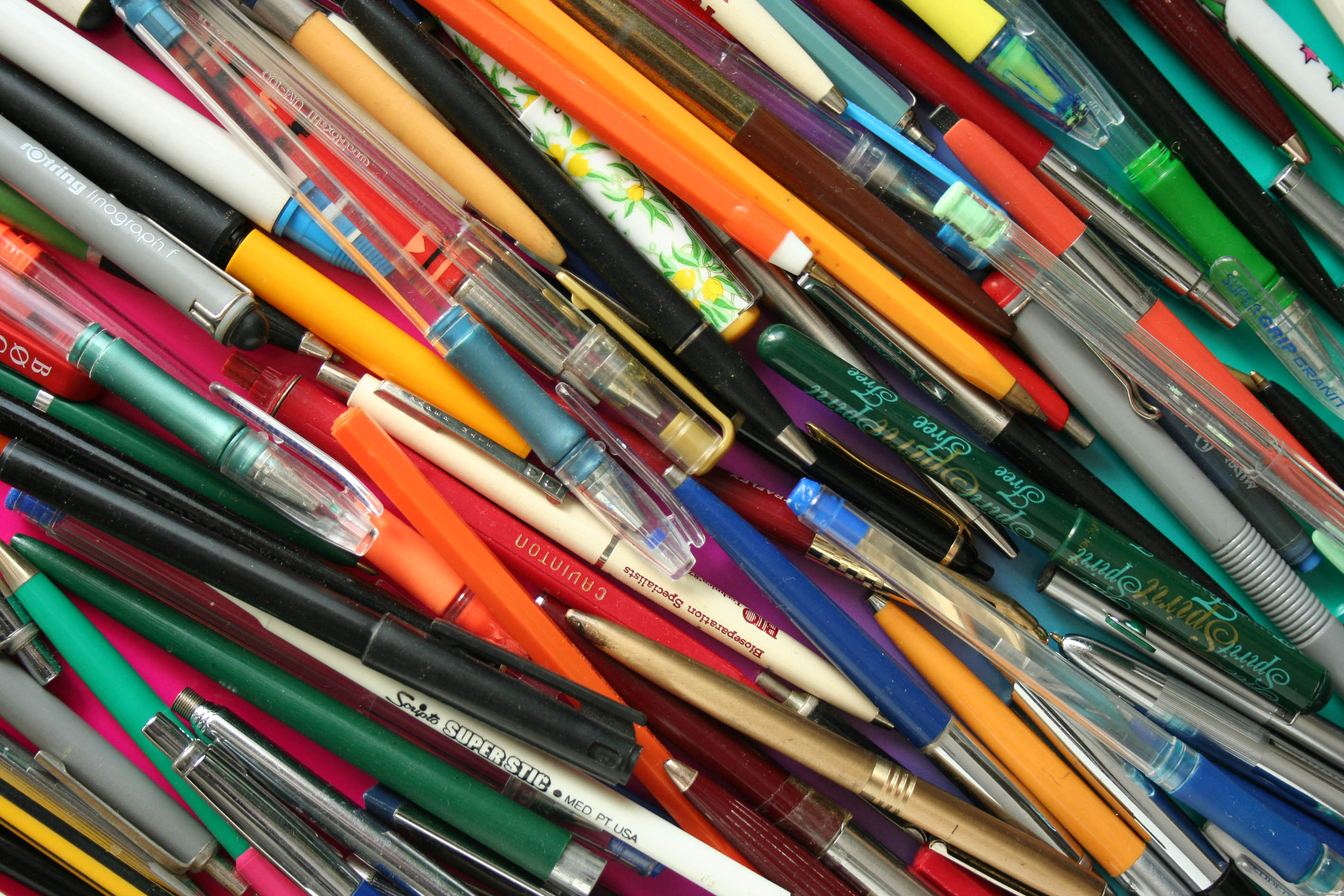
Golyóstollak az 1980-as években

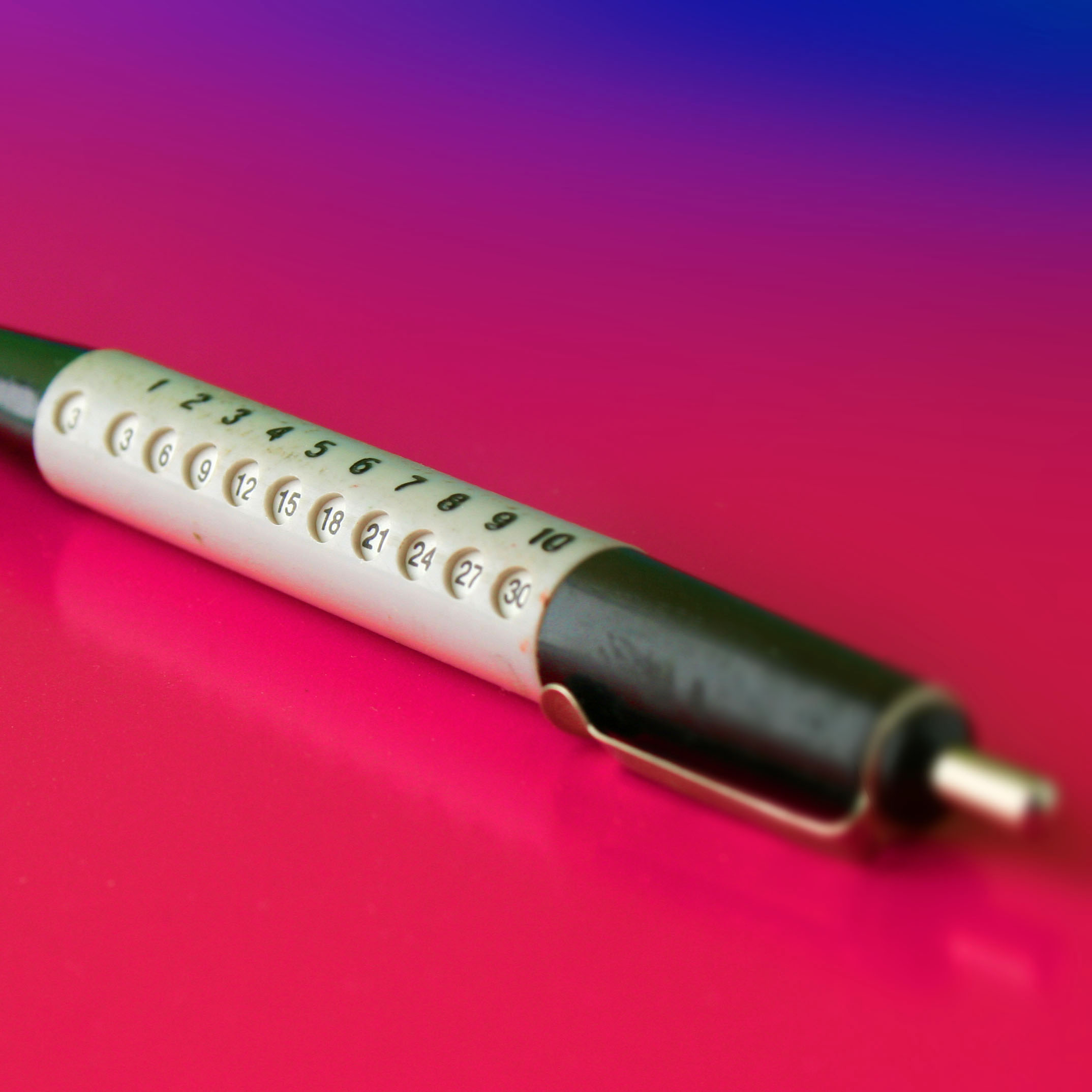
Amit egykor az iskolában nem lehetett használni, csak gyakorlásra otthon: Szorzótáblás golyóstoll - 1965

A golyóstollak mindenhol megtalálhatók a modern kultúrában. Bár számos más tollfajta is kapható, olcsósága és könnyű használhatósága miatt a golyóstoll a legelterjedtebb, és szinte minden háztartásban számos példány található belőle; ott van asztalokon, zsebekben, táskákban, autókban – mindenhol, ahol az embernek szüksége lehet egy írószerszámra. A céglogóval díszített ingyenes golyóstoll kedvelt reklámozási mód.
Az utóbbi években a golyóstoll kedvelt rajzeszköz lett. Sok modern művész választotta viszonylag alacsony ára miatt, és mert a golyóstollal való rajzoláshoz semmilyen előkészület nem szükséges (szemben például egy festménnyel). A legnagyobb golyóstollal készített mű (Phillip Blackman Inhuman Pyramidja) két méter magas és másfél méter széles. Néhányan magukra is rajzolnak golyóstollal; emiatt, és mert az iskolások széles körben használják, a golyóstoll tintájának összetételét számos országban törvény szabályozza.
A rijádi Al Faisalia felhőkarcoló golyóstoll alakú.

## A golyóstollak korlátai
Elterjedt vélekedés, hogy a golyóstollak használhatatlanok az űrben, de valójában nem így van. Az alacsony adhéziójú felületeken (mint a műanyag, üveg, fényvisszaverő anyagok, nedves vagy olajos felületek) azonban nem fognak, és fejjel lefelé nem lehet írni velük.